# 第54演播室電台聯播網
第54演播室電台聯播網（義大利語：Radio Studio 54 Network）是一家位於意大利洛克里卡拉布里亞的私人電台，通過FM於意大利南部墨西拿省、雷焦卡拉布里亞省、維博瓦倫蒂亞省、卡坦札羅省、克羅托內省、萊切省、波坦察省、薩萊諾省進行廣播。節目特色是每天提供28次更新的實時資訊和流行音樂。

## 歷史
第54演播室電台聯播網創立於1985年6月6日，由創辦人法蘭切斯科·馬薩拉（Francesco Massara）跟皮耶陀·帕雷塔（Pietro Parretta）、顏佐·加陀（Enzo Gatto）、門摩·明尼提（Memmo Minniti）、皮耶陀·慕斯美其（Pietro Musmeci）等人以「54號電台DJ演播室俱樂部」的名稱成立。
就如大多數非商營的免費電台一樣，他們最初開始之時，只是當作一種娛樂；但到了1990年代初，他們意識到這娛樂還可能成為他們的事業。隨着意大利有關廣播監管的條例《Mammì法》成立，結束了意大利廣電媒體15年缺乏相關法例規管的混亂，電台同人依法例成立公司註冊。1991年，電台成為了卡拉布里亞首家使用電臺數字系統的電台。
在1994年，由於信號数字化，从那以后模拟信號设备再也不能接受信號。这是第一次在卡拉布里亚乃至在意大利第一次全面應用數字信號。
自1995年以来，得益于收购其他卡拉布里亚電臺的股份，以卡拉布里亚爲客户基础，擴展到邻近地区，突破了雷焦卡拉布里亚省爱奥尼亚海岸的历史界限。
1997年，它成爲了意大利第一批进行传输实验的電臺之一，尤其是傳輸实时音频的网播技术。
在1998年，它的名字改为“第54演播室電臺聯播网”。
2000年，建设了移動廣播站「星际之门」，标志着新的節目形式──現場廣播。

## 主要節目
- 第54新聞（54 News），實時新聞，07:00到21:00播出，每小時正點播出
- 原聲大碟─電臺電影院（Soundtracks - il cinema alla radio），在08:40、15:10、23:00播出
- 唱片推介（Promodisco），在12:40、17:40、19:40播出
- 第54區─全日（Area 54 - All days），在14:30、21:30播出
- 90件（Pezzi da 90），在22:00播出
- 意大利搖滾（Rock Italia），在08:40、09:45、21:20、23:45播出
- 意大利首頁（Italia in Prima Pagina），提供新聞和深度分析，在06:00到10:00播出
- 搖滾專輯（Rock Collection），在14:00和21:00播出
- 第54迪斯科主打曲（54 Disco Hit），在07:30、13:00、18:00、22:00播出
- 午夜搖滾（Rock a Mezzanotte），半夜後播出
- 巡遊行動（Action Parade），在09:45和22:20播出
- 終極Ipod專輯（The Ultimate Ipod Collection），在10:20和02:20播出
- 限量版專輯（Edizione Limitata），在20:40和03:40播出
- 不可思議的演唱會（Concerto Impossibile），在03:20和20:40播出
- 鬧情緒（Emozioni），從23:30開始播出
- 濃濃的既視感（Dejà vu），從12:30開始播出
- 明星（Celebrity），在10:10和21:30播出
- 故事（Storie），在14:00和18:40播出
- 貓和狐狸的樂隊秀（Il Gatto e la Volpe Band Show）， 在12:30、14.30、19.20播出

## 电台主持人
- 羅塞拉·拉法切 (Rossella Laface)
- 保羅·西亞（Paolo Sia）
- 亞歷克斯·阿爾巴諾（Alex Albano）
- 顏佐·狄基耶拉（Enzo DiChiera）
- 德美特里奧·馬爾結利（Demetrio Malgeri）
- 馬利卡·托爾其維亞（Marika Torcivia）
- 法蘭科·西西里亞諾（Franco Siciliano）
- 馬拉·雷雞雞（Mara Rechichi）
- 路易吉·迪·迭戈（Luigi Di Dieco）

## 第54演播室巡迴現場秀
第54演播室巡迴現場秀（Studio 54 LiveTour）是電台的戶外現場秀。這持續一天的巡迴秀同步在網上直播，活動中安排特別嘉賓、音樂、遊戲、娛樂節目，以及迪斯可舞場。

## 第54演播室天使

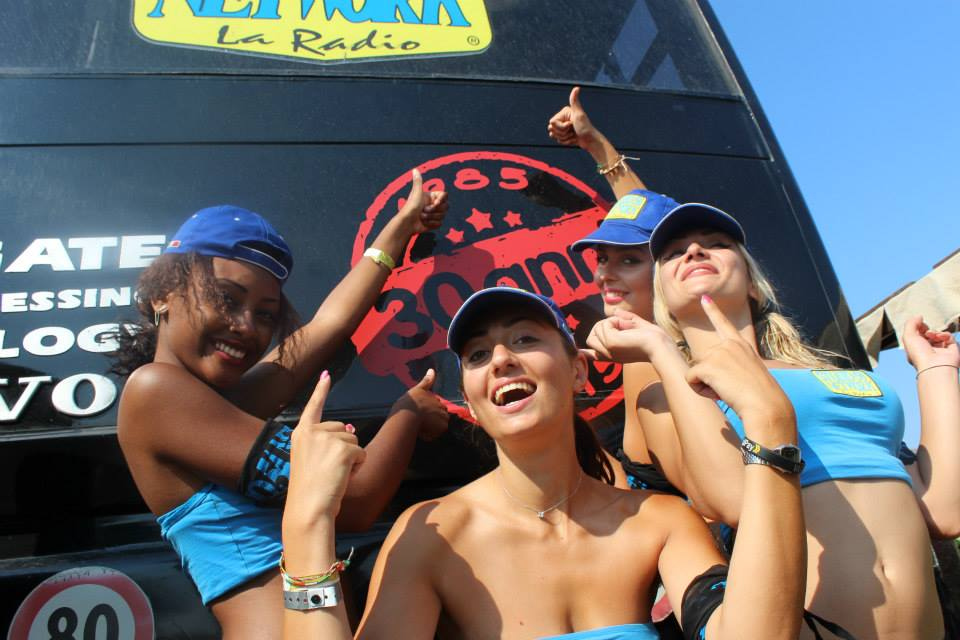
第54演播室天使

第54演播室天使（Studio 54 Angels）是第54演播室的形象女郎，原本作用是支援電台的外事活動。2010年起擴大成為各項活動助興的隊伍。
她們配備了吉普車或開蓬車，方便迅速到達需要她們的活動現場。
第54演播室的外事隊伍，以及全國性推廣隊伍負責提供模特兒，為企業、外判服務提供者及行內的經紀提供服務。
電台提供在全國各地精挑細選的各類型女主持和模特兒。

## 第54演播室星際之門
第54演播室星際之門（Studio 54 Stargate）負責電台的重大活動和現場播放，是一座設備齊全的流動電台和電視台演播室，包括影像控制台和兩件製作、後期製作以及影像串流用的獨立組件。

## 外部連結
- 官方网站
- 第54演播室電台聯播網 webcast streaming